# Thomas Scott (éditeur)
Pour les articles homonymes, voir Scott et Thomas Scott.
Thomas Scott, né le 28 avril 1808 en France et décédé le 30 décembre 1878 à Londres, est un éditeur et écrivain libre-penseur britannique.

## Biographie
Thomas Scott passe toute son enfance comme page à la cour de Charles X où il est élevé dans la religion catholique romaine. Il quitte la France pour voyager autour du globe et passa plusieurs années avec des tribus indiennes d'Amérique du nord.
En 1856, déçu par le catholicisme, il devient libre-penseur et à partir de 1862, il commence à imprimer des textes défendant ces idées. Pendant les cinq ans qui suivent, il publie deux-cents pamphlets et livres, pour un total de seize volumes. Il diffuse aussi bien les travaux d'auteurs religieux comme Francis William Newman (en) ou Moncure Daniel Conway, voire d'évêques comme Samuel Hinds (en) ou John William Colenso, ou de libre-penseurs comme Annie Besant et de militants engagés dans d'autres causes comme John Addington Symonds ou Gustav Zerffi (en). Il réédite aussi des travaux de philosophes comme Bentham ou Hume.
Excellent spécialiste de l'hébreu, sa principale œuvre (même si elle est écrite en collaboration) est une English Life of Jesus, équivalent britannique de La Vie de Jésus d'Ernest Renan ou de celle de l'Allemand David Strauss.
Il finance l'Église théiste de Charles Voysey.